# 双花秋海棠
双花秋海棠（学名：Begonia biflora）是秋海棠科秋海棠属的植物。分布在中国大陆的云南等地，生长于海拔300米至400米的地区，一般生长在雨林沟谷石上，目前尚未由人工引种栽培。
种加词 biflora 意为“二花的”。